# جائزة إيطاليا الكبرى 2013
جائزة إيطاليا الكبرى 2013 (بالإنجليزية: 2013 Italian Grand Prix)‏ هو سباق فورمولا 1 أقيم بتاريخ 8 سبتمبر 2013 في حلبة مونزا، إيطاليا. كان الثاني عشر من أصل 19 في بطولة العالم لسباقات الفورمولا واحد موسم 2013. حلّ الألماني سباستيان فيتل أولا بينما جاء الإسباني فرناندو ألونسو في المركز الثاني وحصل على المركز الثالث الأسترالي مارك ويبر.